# Teatro Fleta
El Teatro Fleta fue uno de los teatros de la ciudad de Zaragoza, España. Fue construido entre 1954 y 1955 e inicialmente se llamó Teatro Iris. En 1958 cambió su nombre en homenaje al tenor aragonés Miguel Fleta, que había actuado sobre las tablas del viejo escenario del Iris Park en abril de 1935 cantando Carmen, Marina, Doña Francisquita, Luisa Fernanda y La Dolorosa.
La novedosa y ligera estructura de hormigón, la concepción espacial, la ornamentación de modernos planteamientos, la acústica y la caja escénica hicieron objeto de elogio esta obra de José Yarza García que supuso la recuperación de la arquitectura moderna en Zaragoza y su incorporación a las tendencias internacionales.
En la actualidad está pendiente de rehabilitación.

## Reseña
En 1931 se inauguró el complejo de espectáculos Iris Park que contaba con un cine, un teatro y una pista de patinaje.
En 1953 fue demolido el complejo. El arquitecto, José Yarza García, proyectó el nuevo Teatro Iris que se construiría entre 1954 y 1955 para ser usado como cine y teatro. La empresa encargada de las obras fue Dragados y Construcciones y el coste total de las mismas ascendió a 6 000 000 pesetas.
Fue inaugurado el 24 de febrero de 1955 con un espectáculo de jota a cargo de la Agrupación Raza Aragonesa.
Contaba con un aforo de 1710 butacas.
El Teatro Fleta cerró sus puertas al público el 14 de enero de 1999 con la proyección de la película «La máscara del zorro»,
El edificio presentaba una composición articulada por dos cuerpos adosados, el correspondiente a la sala y cuerpo de escaleras, horizontal y más bajo, y el bloque o caja escénica, vertical y más alto, que reflejaban al exterior su estructura interior. La embocadura, flanqueada ambos lados por máscaras de evocación teatral, mide 18 metros de ancho por 9,5 de alto. En 1955 era una de las más grandes de España, únicamente superada por la del Teatro del Liceo de Barcelona. La caja escénica tiene unas dimensiones de 9 metros de fondo por 24 de altura de telares (27,5 desde la calle) y 25 de anchura.
Cuando se abrió al público su aparato de tramoya era capaz de 101 mutaciones, posibles gracias a algunos alardes arquitectónicos en la estructura del edificio. Los arcos de hormigón armado que cubren el cuerpo del escenario son al mismo tiempo el soporte del peine. El mayor de ellos tiene 34 metros de luz y para su construcción hizo falta un complejísimo encofrado que se llevó consigo buena parte del presupuesto de la obra, un millón de pesetas, de un total de 6 millones.
Contaba con veinte camerinos de artistas y cuatro comunes, repartidos a lo largo de tres pisos en el lado izquierdo del escenario, además de cabina y aparato de proyección de cine.
La fachada principal, de ladrillo macizo visto era de 20 m de longitud, consecuencia directa de la sección longitudinal del mismo que se acusaba claramente al exterior.
Sin más ornamentación que las partes vistas de la estructura, la decoración se reducía a elementos muy sencillos de carácter alegórico y relativos a la denominación y uso del edificio como son las nueve máscaras situadas en la parte superior de la fachada. Su tipología exterior se ha definido como un frontis urbano casi ciego.
Del interior del edificio destaca la disposición del escenario y de la sala de espectadores, elevados 4 m sobre la rasante de la calle lo que permitía obtener espacio para un posible aprovechamiento comercial (previsto en el proyecto original) y una mayor amplitud para salidas y vestíbulos.
El auditorio mide 48,5 m de largo y 38 m de ancho con capacidad para 1010 localidades en el primer piso y 700 en el segundo piso.
Especial interés reviste esta unidad espacial compuesta por el vestíbulo, las escaleras y accesos a anfiteatro. Del vestíbulo, concebido como una sala hipóstila arrancan las escaleras, diferentes para las distintas categorías de localidades que convergen en el segundo piso en un mismo espacio, lo que se conseguía gracias a la utilización de las formas radiales en los forjados de hormigón sobre las que se disponen las localidades altas, dándoles el aspecto de pasarelas colgantes y abiertas con claras referencias también a la arquitectura nórdica europea.
La ornamentación de este espacio unitario se realizaba mediante un mural (de 38 m x 3 m) del pintor Javier Ciria, que conectaba el primer y segundo piso, decorando a la vez el vestíbulo. Una de las partes del edificio más interesantes estructuralmente era el anfiteatro. Dispuesto sobre formas radiales de hormigón armado que arrancan de la pared sur, consigue un amplio vuelo sobre el patio de butacas. De la embocadura del escenario y la compleja caja escénica se conservan desmontadas las máscaras de inspiración teatral que la decoraban a ambos lados.

## Rehabilitación
En 1981 se planeaba un derribo del Teatro Fleta que fue paralizado.
En diciembre de 1998 el Gobierno de Aragón lo adquirió por 1170 millones de pesetas (algo más de 7 millones de euros) a la empresa Inmuebles GTF, S. L..
Por sus características arquitectónicas y el interés de las mismas fue catalogado en 1986 por el P.G.O.U. de Zaragoza e incluido en 1996 en el registro del DOCOMOMO Ibérico como una de las cinco obras más importantes del Movimiento Moderno en Aragón.
El Gobierno de Aragón convocó en el año 2000 un concurso de ideas para su rehabilitación ganado por el arquitecto Basilio Tobías Pintre, redactor del proyecto de «rehabilitación y ampliación» (que obtuvo licencia el 20 de julio de 2001).
Durante la ejecución de las obras para convertirlo en un gran teatro de la ópera, dirigidas por este y paradas desde el año 2003, se han llevado a cabo dos fases de excavación arqueológica en los años 2002 y 2005, en la zona de la caja escénica y en el patio de butacas, respectivamente.
El trabajo de recuperación chocó durante las excavaciones con problemas de construcción que frenaron su ejecución.
Posteriormente, se planteó su uso como sede del Centro Dramático Aragonés y de la Filmoteca de Zaragoza. En 2009 se anunció desde la Consejería de Educación, Cultura y Deporte del Gobierno de Aragón que albergaría además la sede de la Corporación Aragonesa de Radio y Televisión (CARTV) y de Aragón Audiovisual. Sin embargo, el proyecto no llegó a materializarse.
Del edificio se han conservado parte del vestíbulo, cuerpo de escaleras, parte del patio de butacas, la estructura soporte del anfiteatro, la estructura de cubierta y las fachadas, además de abundantes elementos estructurales y decorativos en parte desmontados.